# Lenucijeva potkova
Zelena potkova ili Lenucijeva potkova urbanistička je cjelina koja se sastoji od niza trgova-perivoja u Donjem gradu u Zagrebu.
Druga polovica 19. stoljeća donijela je velik urbanistički zamah k razvoju modernog grada Zagreba iz provincijalnog mjesta s početka stoljeća. Razvoj društvene i kulturne svijesti o gradu kao reprezentativnom i urbanom središtu, predstavniku građana i naroda, odredili su put Zagrebu u tom smjeru. Grad Zagreb koji je do tada dio periferije, napokon se mogao usporediti s ostalim središtima Monarhije – Bečom i Budimpeštom. Najvažniji urbanistički zahvat 19. stoljeća u Zagrebu izgradnja je novog dijela grada, Donjeg grada. Tijekom 19. i početkom 20. stoljeća na tom je dijelu zamišljen reprezentativan okvir novom središtu grada – tzv. Lenucijeva ili Zelena potkova kao primjer monumentalnog urbanističkog plana koji će Zagrebu dati atribut modernoga grada, a time i postaviti temelje za njegov daljni razvoj.

## Zelena ili Lenucijeva potkova
Lenucijeva ili Zelena potkova slijed je od sedam trgova (Trg Nikole Šubića Zrinskog, Trg Josipa Jurja Strossmayera, Trg kralja Tomislava, Trg dr. Ante Starčevića, Trg Marka Marulića, Trg Ivana, Antuna i Vladmira Mažuranića te Trg Republike Hrvatske) i Botaničkog vrta, dok se unutar okvira potkove nalaze još dva trga – Trg Petra Svačića (Snačića) i Trg Petra Preradovića. Hortikulturno uređeni trgovi nazvani su “potkova” jer su formirani u obliku slova “u”, pri čemu s južne, istočne i zapadne strane okružuju središte zagrebačkoga Donjeg grada. Zelena potkova karakteristična je po reprezentativnim javnim zgradama i privatnim palačama s kraja 19. i početka 20. stoljeća, te predstavlja najznačajniji urbanistički zahvat u povijesti hrvatske arhitekture i gradogradnje. Naziv dobiva nakon Drugog svjetskog rata, a šezdesetih godina 20. stoljeća prihvaćaju ga znanost i publicistika. Ime je dobila po najznačajnijem zagrebačkom urbanistu kraja 19. i početka 20. stoljeća – Milanu Lenuciju, kojem se pripisuje ideja “potkove”. Naziv Zelena potkova nešto je kasniji te predstavlja svojevrstan kompromis jer ideja „potkove“ nastajala je cijelu drugu polovicu 19. stoljeća, a u razvoju i realizaciji Milan Lenuci odigrao je jednu od ključnih uloga. Ideja se prvi put javlja 1882. godine u Situaciji jednog diela grada Zagreba, službeno je potvrđena drugom Regulatornom osnovom iz 1887./88. godine, a njeni začeci vidljivi su već u prvoj Regulatornoj osnovi iz 1865. godine, kada se počinje promišljati o izgledu Donjeg grada i njegovu prostornom izgledu te se planira izgradnja istočnog, zapadnog i južnog perivoja.
Zelena potkova uključuje:
- Zrinjevac, tj. Zrinski trg
- Strossmayerov trg
- Trg kralja Tomislava
- Trg Ante Starčevića
- Trg kralja Petra Svačića
- Botanički vrt
- Marulićev trg
- Mažuranićev trg
- Trg Republike Hrvatske

## Nastanak
Prostorno planiranje grada u drugoj polovici 19. stoljeća usredotočeno je na prostor Donjeg grada. Ujedinjenjem zagrebačkih povijesnih naselja, Donji grad postaje prostorom urbanizacije, a s pojavom prvih javnih prostora – Novog trga i Zapadnog trga, na tada još uvijek perifernom dijelu grada, postupno se javlja i ideja Lenucijeve ili Zelene potkove. 
Novi trg ili terg (danas Trg Nikole Šubića Zrinskog) prvi je javni prostor južno od Harmice. Nastaje 1826. godine, a do 1866. godine bio je stočno sajmište, kada se javljaju prvi zahtjevi za uređenje tog prostora kao tržišnog. Iste godine preimenovan je u Trg Nikole Šubića Zrinskog. Zapadni trg (danas Trg Republike Hrvatske) prvi se put spominje u Regulatornoj osnovi iz 1865. godine, gdje je Donji grad definiran između Zapadnog trga i tada još uvijek Novog trga na istoku. Urbanizacija Zapadnog trga započinje sedamdesetih godina 19. stoljeća kada je donesena konačna odluka o preseljenju sajmišta s Trga Nikole Šubića Zrinskog, a od 1878. godine Zapadni trg poznat je pod nazivom – Sajmište. Zapadni trg (Sajmište) i Novi trg ishodišta su ideje o monumentalnom okviru trgova i perivoja – monumentalnog Gesamtkunstwerka – Lenucijeve ili Zelene potkove. Potreba za novim lokacijama kulturnih i obrazovnih institucija usmjerila je urbanizaciju grada prema jugu produživanjem obodnica ovih javnih prostora, a time i istočnog, zapadnog te južnog perivoja.

## Istočni perivoj (Trg Nikole Šubića Zrinskog, Akademički trg, Trg Franje Josipa I.)
Unatoč planovima o preuređenju Trga Nikole Šubića Zrinskog u tržišni trg početkom sedamdesetih godina 19. stoljeća dolazi do vrijednosnog obrata prema prostoru te se javlja ideja o njegovu preuređenju u perivoj. Uređenje perivoja trajalo je tri godine, od 1870. do 1873. godine. To je prvi javni park novoga, Donjeg grada, koji u novo središte uvodi moderni sadržaj. Perivoj je preuređen nekoliko puta, a 1893. godine poprima oblik kakvim ga danas znamo. Utvrđivanje reprezentativnog karaktera Zrinjskog trga, osim izgradnje reprezentativnih zgrada na obodima trga, odredili su i zahtjevi za dvjema lokacijama – godine 1875. Jugoslavenska akademija znanosti i umjetnosti traži lokaciju za izgradnju galerije i zgrade Akademije, a godinu dana kasnije, 1876. godine, Sveučilište lokaciju za izgradnju Kemijskog laboratorija. Smještaj zgrade Akademije i Kemijskog laboratorija južno od Zrinjskog trga produživanjem obodnica postojećeg trga stvorilo je novi javni prostor - Akademički trg (Trg J. J. Strossmayera). Na prostoru između Akademičkog trga i Kolodvora kraljevske državne ugarske željeznice 1895. godine utvrđen je Trg Franje Josipa I (danas Trg kralja Tomislava). Položaj posljednjeg trga istočnog perivoja određen je odlukom bana Khuen-Hédervárya o darivanju Umjetničkog paviljona 1896. godine.

## Zapadni perivoj (Sveučilišni trg, Trg Mažuranića i Trg Marka Marulića)
Formiranje istočnog perivoja odredile su potrebe za lokacijama institucija vitalnih za razvoj i život grada, a iste potrebe utjecat će i na formiranje zapadnog perivoja. Postupnom pojavom novih sadržaja dolazi do preobrazbe trga i utvrđivanja njegova reprezentativnog značaja. Sveučilište se od 1882. godine nalazi u zgradi nekadašnje Zemaljske bolnice i zahtjeva uređenje trga, a godinu dana ranije športsko društvo Hrvatski sokol i pjevačko društvo Kolo traže lokaciju za izgradnju zajedničkog Doma. Utvrđivanje lokacije južno od tadašnjeg Sajmišta, odredit će prostor za nastajanje novog trga.
Godine 1888. trg mijenja ime u Sveučilišni trg, a na preobrazbu samog trga utječe i izgradnja Obrtne škole i novog Narodnog zemaljskog muzeja. Izgradnjom Doma Hrvatskog sokola i Kola određena je sjeverna strana zapadnog perivoja (Trg Mažuranića i Trg Marka Marulića). Zapadnom perivoju pripada i Trg Khuen-Héderváryja (danas Roosveltov trg) na kojem je, na inicijativu Izidora Kršnjavog, izgrađen Školski forum, svečano otvoren za vrijeme posjeta cara Franje Josipa I. Zagrebu 1895. godine, kao i nova zgrada Narodnoga zemaljskog kazališta.

## Južni perivoj (Botanički vrt i Trg dr. Ante Starčevića)
Ideju južnog perivoja nalazimo već u prvoj Regulatornoj osnovi, ali njezina realizacija započinje tek utvrđivanjem lokacije za izgradnju Botaničkog vrta 1884. godine. Botanički vrt jedini je pejzažni perivoj u sklopu Lenucijeve potkove. Na istočnoj strani Botaničkog vrta, 1920. godine utvrđena je lokacija i današnja forma posljednjeg trga Lenucijeve ili Zelene potkove – Trga dr. Ante Starčevića, koji je zamišljen kao dekorativna ploha ispred hotela „Esplanade”.

## Galerija djela
- Južni perivoj nakon preuređenja 1928.
- Panorama cijelog Trga Franje Josipa I., 1904.-6.
- Situacija jednog dijela grada Zagreba, 1882.
- Zapadni perivoj
- Zrinjevački perivoj nakon preuređenja, 1893.